# Милон льо Бребан
Милон льо Бребан (на френски: Milon Le Breban) е френски рицар от Шампания, участник в Четвъртия кръстоносен поход.
Бребан е син на Милон I и внук на Гийом льо Роа († 1179). И двамата са били маршали на Шампания и участват в Третия кръстоносен поход под командата на граф Анри II дьо Шампан. Въпреки младата си възраст Милон льо Бребан също участва в похода, като присъствието му в Сен Жан д'Акр и Яфа е засвидетелствано в два документа от 1193г. и 1194г. През 1201 г. заедно с Жофроа дьо Вилардуен, Бребан е е изпратен от граф Тибо III дьо Шампан във Венеция за сключване на договор с дожда Енрико Дандоло и подготовка на Четвъртия кръстоносен поход. След превземането на Константинопол през 1204г. е избран за ковчежник на Латинската империя. Бребан участва във важни пратеничества, в охраната на столицата, в съвета на императора. През 1207 г. участва в спасяването на Рение дьо Три от замъка Естенемак и боевете с никейския император Теодор Ласкарис в Мала Азия. В един от боевете там, на 31 март 1207г. загива племенника на Милон - Жил дьо Бребан. Милон льо Бребан участва в битката при Пловдив през 1208 г. в охранителния отряд на Хенрих Фландърски. Умира на 19 април 1224 г. в Константинопол.